# Soudage en bout

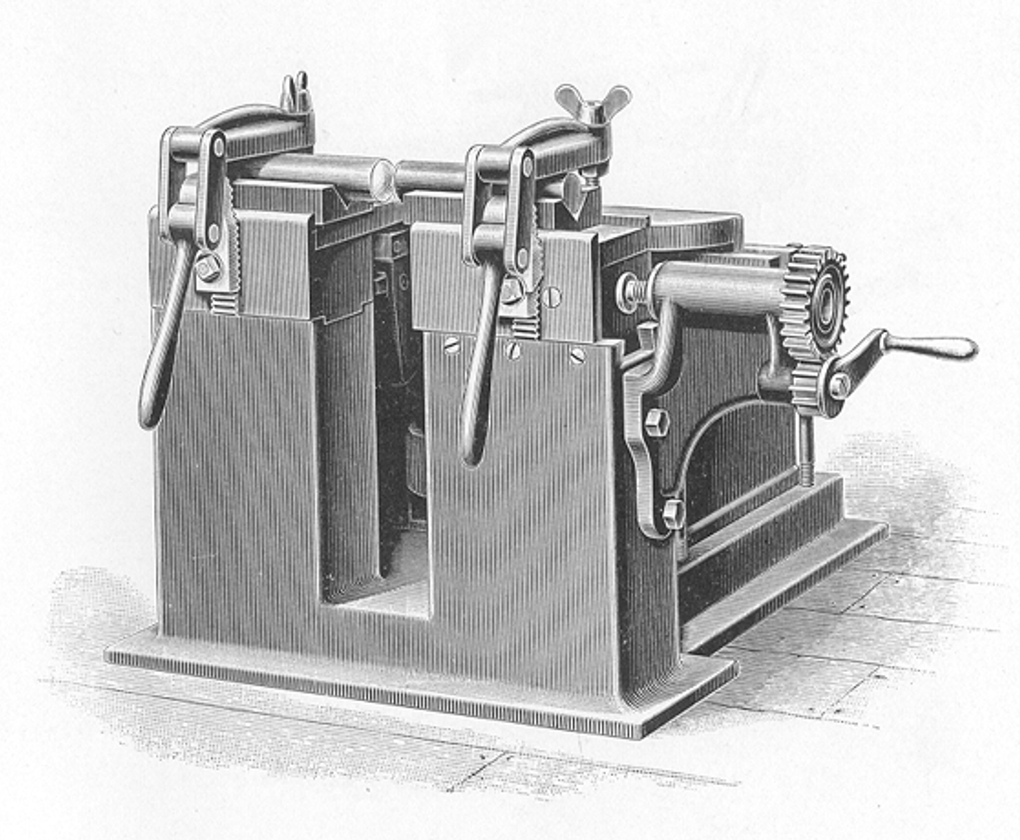
Machine à souder en bout inventée par Elihu Thomson en 1877.

Le soudage en bout  (en anglais : Upset Welding (UW)) est un procédé de soudage qui produit une coalescence entre deux pièces métalliques, dans toute la zone de contact entre elles, par l'effet de la chaleur obtenue à partir de la résistance au passage du courant électrique (effet joule). 
Il est utilisé pour souder des sections limitées, telles que deux tubes ou barres, des fils, des vis. Un exemple de cette soudure peut-être visualisé par l'observation du soudage des maillons d'une chaîne métallique.
Ce processus est le 25 selon la norme EN ISO 4063.

## Histoire
Cette technique a été inventée en 1877 par Elihu Thomson.

## Variantes
Il existe deux variantes de soudage en bout.

### Soudage en bout par résistance (ou pression)

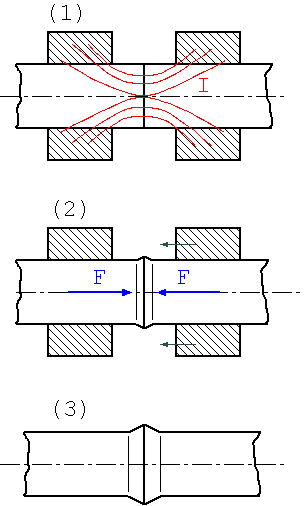
Aperçu du principe du soudage en bout par pression : (1) Passage du courant I avec une petite force de compression
(2) Application d'une grande force de compression F
(3) Composant fini.

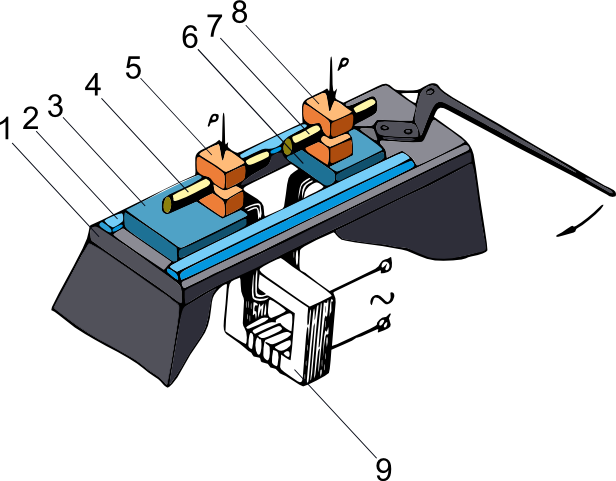
Schéma d'une machine à souder en bout :
(1) Bâti
(3) Chariot
(4) et (7) Pièces
(5) et (8) Mâchoires
(9) Transformateur.

Les composants à souder sont fermement fixés dans les mâchoires de serrage du dispositif de soudage, qui servent à la fois à la transmission du courant et au maintien des pièces. En pressant les composants ensemble, un bon contact est établi sur toute la surface de la section transversale. Le courant qui circule chauffe tous les points de contact à la température de soudage (fusion). Lorsque la température requise est atteinte sur toute la section transversale de la soudure, le flux de courant est arrêté et les composants sont fermement pressés l'un contre l'autre par le mouvement vers l'avant du chariot.
Le résultat du soudage en bout est un cordon épais et sans bavure. Les composants à souder doivent être propres sur le plan de joint pour un résultat de soudure optimal.

### Soudage en bout par étincelage

Principe du procédé de soudage par étincelage.
Soudage par étincelage.

Une variante du soudage en bout par pression est le soudage en bout par étincelage (ou type flash). Avec cette méthode de soudage, il y a un contact partiel entre les pièces pendant la phase de chauffage. En raison de la haute densité du courant résultant, le matériau à ces points de contact est liquéfié, vaporisé ou évacué en projections. Les composants brûlent donc partiellement au point de soudure. En raison de la formation et de la destruction continuelles des points de contact, les pièces doivent être avancées pendant la phase de chauffage pour entretenir les arcs électriques. Après avoir atteint la température souhaitée, les composants sont pressés intensément l'un contre l'autre de sorte à formé une soudure (coalescence) et le passage du courant est interrompu. 
L'avantage de cette méthode est que la combustion du point de contact élimine simultanément la contamination et que le métal qui s'évapore forme une atmosphère de gaz protecteur autour du point de soudure. Cependant, le matériau liquéfié forme souvent une bavure, qui doit être retirée lors d'une opération séparée. 
Une application largement généralisée est le soudage des rails, mais une large gamme de pièces de nature et de formes différentes peut être soudée avec ce procédé.